# Nejproduktivnější hráč Deutsche Eishockey Liga
Nejproduktivnější hráč Deutsche Eishockey Liga je trofej udělovaná nejlepšímu hráči v kanadském bodování sezóny.

## Seznam nejproduktivnějších hokejistů v Deutsche Eishockey Liga
Toto je seznam vítězů kanadského bodování v jednotlivých ročnících od založení soutěže (od sezóny 1994/1995). Jsou započteny pouze branky a asistence v základní části soutěže.
- Nejvíce bodů získal v sezóně 1995/1996 český útočník Robert Reichel, když získal 101 bodů za 47 branek a 54 asistencí.

| Hráč           | Počet | Rok        | Klub                |
| -------------- | ----- | ---------- | ------------------- |
| Patrick Reimer | 2x    | 2016, 2017 | Nürnberg Ice Tigers |
| Robert Hock    | 2x    | 2008, 2009 | Iserlohn Roosters   |
| Dave McLlwain  | 2x    | 2006, 2007 | Kölner Haie         |
| Patrick Lebeau | 2x    | 2004, 2005 | Frankfurt Lions     |

### Deutsche Eishockey Liga
| Sezóna                      | Vítěz                         | Utkání v ZČ | Branky v ZČ | Nahrávky v ZČ | Body v ZČ | Klub                                      |
| --------------------------- | ----------------------------- | ----------- | ----------- | ------------- | --------- | ----------------------------------------- |
| 1994/1995                   | Jiří Dopita John Chabot       | 42 43       | 28 20       | 40 48         | 68        | Eisbären Berlin BSC Preussen              |
| 1995/1996                   | Robert Reichel                | 46          | 47          | 54            | 101       | Frankfurt Lions                           |
| 1996/1997                   | Mark Jooris                   | 49          | 30          | 49            | 79        | Wedemark Scorpions                        |
| 1997/1998                   | Len Soccio                    | 41          | 18          | 46            | 64        | Hannover Scorpions                        |
| 1998/1999                   | Martin Jiranek                | 47          | 24          | 45            | 69        | Nürnberg Ice Tigers                       |
| 1999/2000                   | Jan Alston                    | 55          | 31          | 43            | 74        | Adler Mannheim                            |
| 2000/2001                   | Sergej Vostrikov              | 56          | 46          | 37            | 78        | Augsburger Panther                        |
| 2001/2002                   | Brad Purdie                   | 60          | 32          | 43            | 75        | Krefeld Pinguine                          |
| 2002/2003                   | Mark Beaufait                 | 50          | 22          | 32            | 54        | Eisbären Berlin                           |
| 2003/2004                   | Patrick Lebeau                | 51          | 23          | 46            | 69        | Frankfurt Lions                           |
| 2004/2005                   | Patrick Lebeau                | 52          | 29          | 65            | 94        | Frankfurt Lions                           |
| 2005/2006                   | Tore Vikingstad Dave McLlwain | 52 51       | 23 14       | 41 50         | 64        | Eisbären Berlin Kölner Haie               |
| 2006/2007                   | Dave McLlwain                 | 52          | 21          | 41            | 62        | Kölner Haie                               |
| 2007/2008                   | Robert Hock                   | 56          | 24          | 63            | 87        | Iserlohn Roosters                         |
| 2008/2009                   | Robert Hock Jason Ulmer       | 50 52       | 15 17       | 49 47         | 64        | Iserlohn Roosters Grizzly Adams Wolfsburg |
| 2009/2010                   | Jeff Ulmer                    | 56          | 37          | 37            | 74        | Frankfurt Lions                           |
| 2010/2011                   | Darin Olver                   | 48          | 23          | 47            | 70        | Augsburger Panther                        |
| 2011/2012                   | Norm Milley                   | 52          | 14          | 44            | 58        | Grizzly Adams Wolfsburg                   |
| 2012/2013                   | Calle Ridderwall              | 51          | 22          | 36            | 58        | Düsseldorfer EG                           |
| 2013/2014                   | Adam Courchaine               | 51          | 29          | 45            | 74        | Krefeld Pinguine                          |
| 2014/2015                   | Steven Reinprecht             | 52          | 21          | 46            | 67        | Nürnberg Ice Tigers                       |
| 2015/2016                   | Patrick Reimer                | 52          | 26          | 38            | 64        | Nürnberg Ice Tigers                       |
| 2016/2017                   | Patrick Reimer                | 52          | 26          | 28            | 54        | Nürnberg Ice Tigers                       |
| 2017/2018                   | Keith Aucoin                  | 52          | 11          | 52            | 63        | EHC Red Bull München                      |
| 2018/2019                   |                               |             |             |               |           |                                           |
| 2019/2020                   |                               |             |             |               |           |                                           |
| Zdroj na eliteprospects.com |                               |             |             |               |           |                                           |